# One Year to Live
One Year to Live è un film muto del 1925 diretto da Irving Cummings. La sceneggiatura si basa su una storia di John Hunter apparsa nella serie One Year to Live: alcuni personaggi, tra cui alcuni celebri, risposero con un racconto proposto da un giornale alla domanda di cosa avrebbero fatto se avessero avuto ancora solo un anno di vita.

## Trama
A Parigi, Elsie Duchanier, innamorata di Tom Kendrick, un capitano dell'esercito USA di stanza in Francia, lavora come cameriera presso una stella delle Brunel Follies. Quando Kendrick deve ritornare in patria, il medico dice a Elsie che le resta solo un anno di vita. Lei, allora, accetta di lavorare per Brunel, diventando ben presto la star della rivista. Brunel cerca di fare di lei la sua amante, ma Elsie respinge le sue avances, anche se mette in pericolo la propria carriera. Kendrick, di nuovo a Parigi, incontra La Pierre, il medico di Elsie, che gli confessa che la storia della malattia della ragazza è stata un trucco per farla rimanere a Parigi perché anche lui era innamorato di lei. Avvertito da La Pierre delle intenzioni di Brunel nei confronti di Elsie, il capitano corre da lei, giungendo appena in tempo per impedirle di cadere tra le braccia dell'impresario.

## Produzione
Il film fu prodotto dalla First National Pictures.

## Distribuzione
Il copyright del film, richiesto dalla First National Pictures, Inc., fu registrato il 12 febbraio 1925 con il numero LP21127.
Distribuito dalla First National Pictures e presentato da M.C. Levee, il film uscì nelle sale cinematografiche degli Stati Uniti il 15 marzo 1925. In Finlandia, venne distribuito il 21 settembre 1925.
Non si conoscono copie ancora esistenti della pellicola che viene considerata presumibilmente perduta.